# Steatoda chinchipe
Steatoda chinchipe är en spindelart som beskrevs av Levi 1962. Steatoda chinchipe ingår i släktet vaxspindlar, och familjen klotspindlar. Inga underarter finns listade i Catalogue of Life.